# Bolesław Menderer

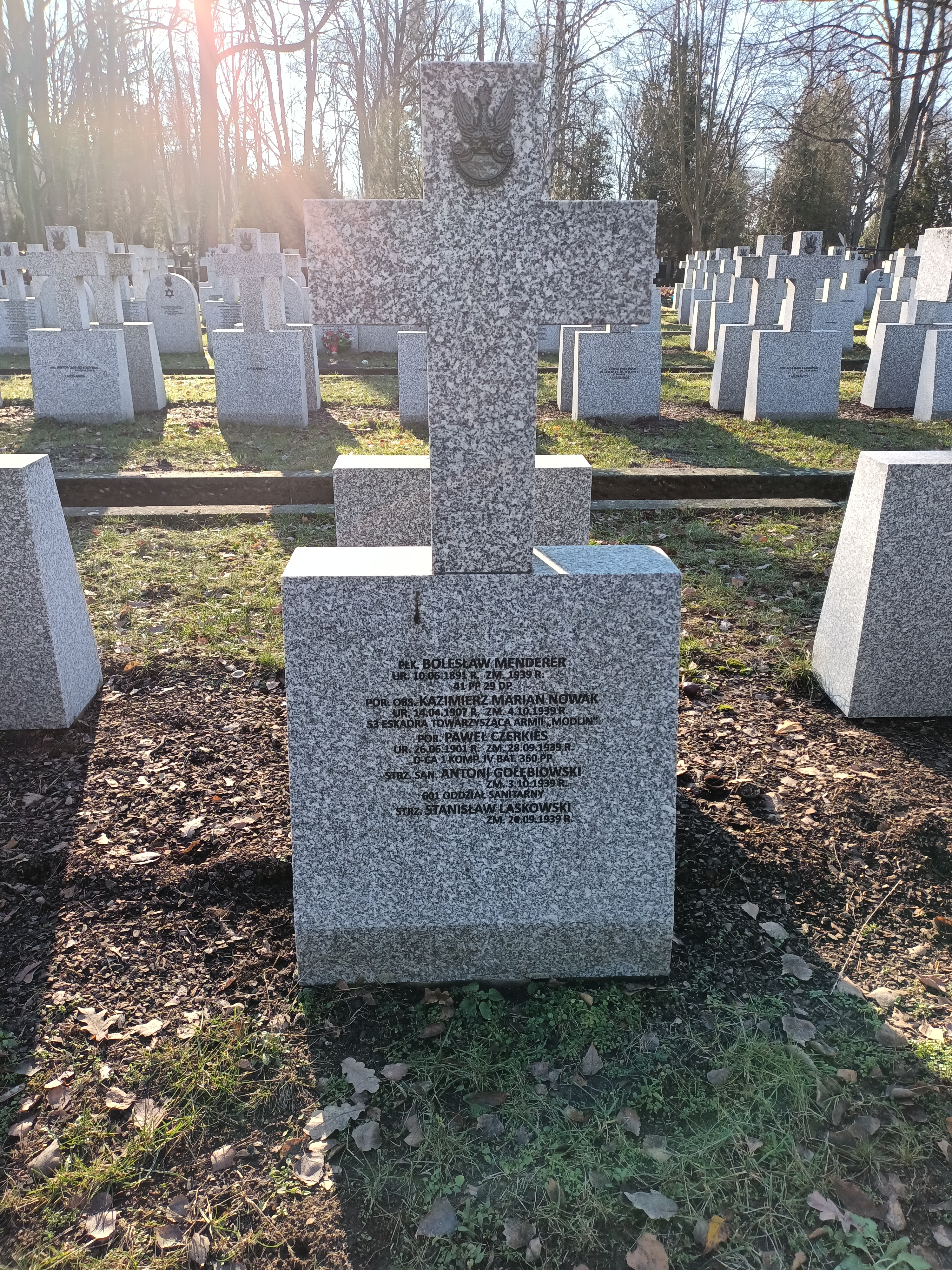
Grób Bolesława Menderera na Cmentarzu Wojskowym na Powązkach

Bolesław Menderer (ur. 10 czerwca 1881, zm. 1 listopada 1939 w Warszawie) – podpułkownik piechoty Wojska Polskiego.

## Życiorys
W 1900 był studentem wydziału prawniczego Uniwersytetu Jagiellońskiego. Oficer piechoty rezerwy cesarskiej i królewskiej Armii. Jego oddziałem macierzystym był c.i k. Pułk Piechoty Nr 57. W jego szeregach walczył w czasie I wojny światowej. W czasie służby w c. i k. Armii awansował na kolejne stopnie: kadteta (1 stycznia 1906), porucznika (1 stycznia 1913), nadporucznika (22 maja 1915) i kapitana (1 listopada 1917).
30 marca 1920 został przyjęty do Wojska Polskiego z byłej armii austro-węgierskiej, z zatwierdzeniem posiadanego stopnia kapitana, powołany do służby czynnej na czas wojny i przydzielony do Baonu Zapasowego 56 Pułku Piechoty Wielkopolskiej. Następnie został przeniesiony do Baonu Zapasowego 41 Pułku Piechoty. 15 lipca 1921 został przeniesiony do rezerwy. W grudniu tego roku został ponownie powołany do służby czynnej. 3 maja 1922 został zweryfikowany w stopniu majora ze starszeństwem z 1 czerwca 1919 i 89. lokatą w korpusie oficerów piechoty, a jego oddziałem macierzystym był 41 pp w Suwałkach. W lipcu tego roku został przeniesiony do 24 Pułku Piechoty w Łucku na stanowisko pełniącego obowiązki dowódcy pułku. 31 marca 1924 został mianowany podpułkownikiem ze starszeństwem z 1 lipca 1923 i 44. lokatą w korpusie oficerów piechoty. W grudniu tego roku został przeniesiony do 7 Pułku Piechoty Legionów w Chełmie na takie samo stanowisko. W marcu 1926 został zatwierdzony na stanowisku oficera Przysposobienia Wojskowego 24 Dywizji Piechoty w Jarosławiu. W listopadzie 1927 został przydzielony na stanowisko oficera placu Stanisławów. W kwietniu 1928 został zwolniony z zajmowanego stanowiska i oddany do dyspozycji dowódcy Okręgu Korpusu Nr VI, a z dniem 31 października tego roku przeniesiony w stan spoczynku.
W 1934, jako oficer stanu spoczynku pozostawał w ewidencji Powiatowej Komendy Uzupełnień Warszawa Miasto III. Posiadał przydział do Oficerskiej Kadry Okręgowej Nr I. Był wówczas „przewidziany do użycia w czasie wojny”. Mieszkał przy ul. Filtrowej 77 w Warszawie. We wrześniu 1939 został  przydzielony do 41 pp.
Zmarł 1 listopada 1939 w Warszawie. Został pochowany na Cmentarzu Wojskowym na Powązkach (kwatera B10-1-13).

## Ordery i odznaczenia
W czasie służby w c. i k. Armii otrzymał:
- Krzyż Zasługi Wojskowej 3 klasy z dekoracją wojenną i mieczami,
- Srebrny Medal Zasługi Wojskowej z mieczami na wstążce Krzyża Zasługi Wojskowej dwukrotnie,
- Brązowy Medal Zasługi Wojskowej z mieczami na wstążce Krzyża Zasługi Wojskowej,
- Krzyż Wojskowy Karola[6].